# Горовой, Пётр Иванович
Пётр Иванович Горовой (1881, хутор Горовых, Полтавская губерния, Российская империя — 03.01.1939, Харбин, Маньчжоу-Го) — общественный деятель на Дальнем Востоке (см. Украинцы на Дальнем Востоке). Родился на хуторе Горовых Гадяцкого повята Полтавской губернии. В 1898 году прибыл в Маньчжурию, где работал машинистом паровоза. В феврале 1918 года избран членом Маньчжурского украинского окружного совета. Делегат 4-го Украинского дальневосточного съезда от Маньчжурского окружного совета (октябрь 1918). Один из организаторов и глава центрального правления украинского дальневосточного краевого кооператива «Чумак» (1918-22). Участник 2-й сессии Украинского дальневосточного краевого совета, который вопреки запрету колчаковской власти принял «Конституцию национально-культурной автономии (самоуправления) украинцев на Дальнем Востоке» (май 1919). В декабре 1920 — председатель комиссии по организации Украинского дальневосточного издательского общества имени Шевченко. Начальник инициативной группы по созданию на Дальнем Востоке украинских национальных комитетов. Арестован 26 ноября 1922. На Читинском процессе 1924 года приговорен к смертной казни, замененной на 10 лет заключения за антисоветскую деятельность. Главное обвинение — сотрудничество с атаманом Г. Семеновым: получение от последнего 1920 года грамоты, которой провозглашалось национально-культурная автономия для украинского населения Дальнего Востока и материальной помощи в поддержку деятельности украинских организаций. После освобождения из заключения в 1932 году, бежал в Маньчжурию. Пытался организовать украинское издевательство и театр в городе Харбин. Умер в Харбине, завещав все свое имущество местной украинской национальной колонии.